# Mariano Madriaga
Mariano Madriaga (Agoo, 5 mei 1902 - 1 november 1981) was een Filipijnse rooms-katholieke geestelijke. Madriaga was bijna 35 jaar bisschop (en later aartsbisschop) van Lingayen-Dagupan.
Madriaga werd op 15 maart 1930 tot priester gewijd. Op 30 maart 1938 werd hij, op 35-jarige leeftijd, benoemd tot tweede bisschop van het bisdom Lingayen als opvolger van Cesare Marie Guerrero. Toen dit bisdom op 16 februari 1963 werd verheven tot aartsbisdom, werd Madriaga benoemd tot de eerste aartsbisschop. Op 7 februari 1973 nam hij ontslag en werd opgevolgd door Federico Limon. Negen jaar later, op 1 november 1981, overleed hij..